# Johanna van Wales
Johanna van Wales, in het Welsh bekend als Sivan (ca. 1191 - Bangor, 2 februari 1237), was een buitenechtelijke dochter van koning Jan zonder Land en was middels haar huwelijk met Llywelyn de Grote vrouwe van Wales.

## Biografie
Johanna werd geboren als het kind van Jan zonder Land bij een onbekende vrouw, maar volgens de Annalen van Tewkesbury heette haar moeder Clementia. Ze bracht haar jeugd waarschijnlijk door in Frankrijk. Ze trouwde omstreeks 1203/4 met de Welshe vorst Llywelyn de Grote. Toen haar echtgenoot in 1211 oorlog voerde met haar vader werd zij als onderhandelaar naar vader gestuurd. In 1226 werd ze als wettig kind van koning Jan erkend door paus Honorius III, maar mocht ze geen aanspraak maken op de Engelse troon. Drie jaar later bracht ze samen met haar zoon Dafydd leenhulde aan de Engelse koning Hendrik III. In 1230 werd William de Braose in haar slaapkamer betrapt, die een gevangene was van Llywelyn, en vervolgens hiervoor werd opgehangen.

## Kinderen
Johanna had samen met Llywelyn minstens twee kinderen:
- Elen (1207-1253), gehuwd met Jan van Schotland.
- Dafydd (1212-1246), prins van Wales.

Sommige van de kinderen van Llywelyn worden ook toegeschreven aan Johanna:
- Gwladus (1206-1251), gehuwd met Reginald de Braose en Ralph de Mortimer.
- Susanna
- Angharad
- Margaretha, gehuwd met John de Braose en Walter de Clifford.

### Literatuur

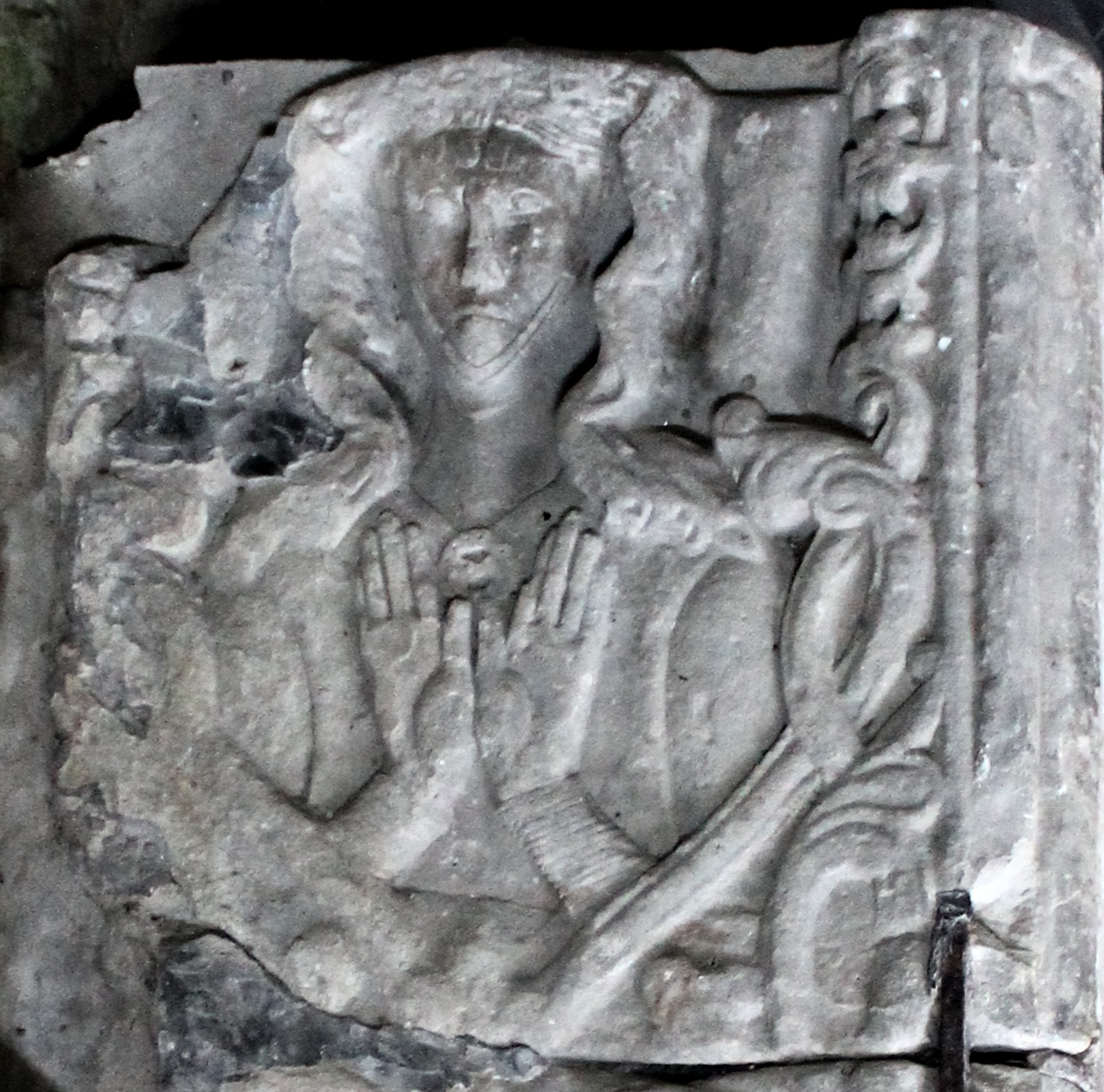
Grafmonument van Johanna van Wales (Joan of Wales) in de Church of St Mary and St Nicholas, Beaumaris.